# Enzo Azzi
Enzo Azzi (Bozzolo, 10 de dezembro de 1921 — São Paulo, 5 de maio de 1986) foi um médico, psicólogo e professor universitário italiano radicado no Brasil.
Azzi foi doutor em Medicina e Cirurgia formado pela Universidade de Parma, e doutor em Psicologia Experimental e Educacional pela Universidade Católica de Turim. Chegou ao Brasil em novembro de 1949 após indicação do Diretor do Instituto Salesiano de Psicologia de Turim, Professor Giacomo Lorenzini, tornando-se o responsável pela organização do IPPUCSP (Instituto de Psicologia e Pedagogia da PUC/SP), instituição responsável formar educadores no campo da psicologia na PUC-SP. Simultaneamente, Enzo começou a lecionar na Faculdade de Filosofia, Ciências e Letras de São Bento (FFCL). Em 1962 o Ministro da Educação o nomeou membro da comissão responsável pela regulamentação da área de psicologia no ensino superior.